# وب آو ساینس

لوگو وب آو ساینس در سال 2014

پایگاه وب آو ساینس یک نمایه استنادی علمی است که توسط تامسون رویترز ایجاد شده‌است که امکان جستجوی استنادی جامع و همچنین دسترسی به پایگاه‌داده‌های مختلف را فراهم می‌کند. این پایگاه درحال حاضر بخشی از موسسه کلاریویت آنالیتیکس به شمار می رود.
پایگاه (Web Of Science (WOS یک نمایهٔ استنادی بر پایهٔ این واقعیت است که استناد در علم به عنوان ارتباط بین اقلام تحقیقات مشابه به کار گرفته می‌شود و منجر به تطبیق یا ارتباط با ادبیات علمی، مانند مقالات مجلات، کنفرانس‌ها، چکیده‌ها، و غیره می‌شود.
گذشته از این، ادبیات پژوهش نشان می‌دهد بیشترین ضریب تأثیر در یک زمینهٔ خاص یا بیش از یک نظم و انضباط را می‌توان به راحتی از طریق یک نمایه استنادی ایجاد کرد؛ به عنوان مثال، نفوذ مقاله را می‌توان با اتصال به تمام مقالاتی که آن را ذکر کرده‌اند و به آن استناد داده‌اند تعیین کرد.
یوجین گارفیلد، «پدر نمایه‌سازی استنادی از ادبیات آکادمیک» است که راه‌اندازی «نمایهٔ استنادی علوم (SCI)» توسط او، منجر به ایجاد پایگاه وب آو ساینس شد.

## تاریخچه
از بعد سابقهٔ تاریخی، ریشهٔ اصلی «وب آو ساینس» به «نمایهٔ استنادی علوم» در اوایل دههٔ ۱۹۶۰ بازمی‌گردد؛ و در واقع تکامل‌یافتهٔ آن است. در دههٔ ۱۹۹۰ میلادی، «نمایهٔ استنادی علوم» به «نمایهٔ استنادی علوم - گسترش‌یافته» تبدیل شد و همراه با دو پایگاه استنادی دیگر، با عنوان‌های «نمایهٔ استنادی علوم اجتماعی» و «نمایهٔ استنادی علوم انسانی و هنر» که پیش تر به صورت مستقل عرضه می‌شدند، وب آو ساینس را تشکیل داد و به عنوان یکی از مهم‌ترین ابزارهای تحلیل استنادی دراختیار قرار گرفت.

بنابراین، هم‌اکنون وب آو ساینس مشتمل بر سه پایگاه زیر است:
- نمایهٔ استنادی علوم – گسترش یافته
- نمایهٔ استنادی علوم اجتماعی
- نمایهٔ استنادی علوم انسانی و هنر

در اواخر سال ۲۰۰۹، چهار نمایهٔ استنادی دیگر نیز به پایگاه وب آو ساینس اضافه شد؛ از این رو، هم‌اکنون وب آو ساینس از هفت نمایهٔ استنادی تشکیل شده‌است (نوروزی چاکلی، ۱۳۹۰، ص ۳۰۲ و۳۰۳).

## چکیده و نمایه‌سازی
نوع ادبیاتی که در آن نمایه می‌شود عبارت است از: کتاب‌های علمی، نشریات، مقالات پژوهشی، منابع مروری، سرمقاله، چکیده‌ها، و همچنین موارد دیگر. البته ذکر این نکته حائز اهمیت است که بیش از ۸۰٪ منابع تحت پوشش از مقالات و ‌مجلات ‌علمی هستند.
رشته‌های موجود در آن نیز شامل کشاورزی، علوم زیستی، علوم مهندسی، پزشکی و زندگی، فیزیکی و علوم شیمیایی، انسان‌شناسی، حقوق، علوم کتابخانه، معماری، رقص، موسیقی، فیلم و تئاتر هستند که هفت پایگاه‌دادهٔ استنادی در رشته‌های فوق را پوشش می‌دهد.